# Hồng Lý
Hồng Lý là một xã cũ thuộc huyện Vũ Thư, tỉnh Thái Bình, Việt Nam.
Xã có diện tích 7,93 km², dân số năm 1999 là 7.026 người, mật độ dân số đạt 886 người/km².
Theo Nghị quyết số 1666/NQ-UBTVQH15 ra tháng 6 năm 2025, sáp nhập tỉnh Thái Bình vào tỉnh Hưng Yên, giải thể huyện Vũ Thư. Thành lập xã Vạn Xuân trên cơ sở hợp nhất diện tích tự nhiên và dân số của các xã của huyện này là Hồng Lý, Việt Hùng, Xuân Hòa và Đồng Thanh.